# 302

## Decese
- dată necunoscută: Andrei Stratilatul  (n. ?)